# Каменоломня (зупинний пункт)
Каменоло́мня — пасажирська зупинна залізнична платформа Донецької дирекції Донецької залізниці. Розташована в с. Путепровід, Єнакієвська міська рада, Донецької області на лінії Кринична — Вуглегірськ між станціями Кринична (4 км) та Монахове (5 км).
Через військову агресію Росії на сході Україні транспортне сполучення припинене, водночас керівництво так званих ДНР та ЛНР заявляло про запуск електропоїзда сполученням Луганськ — Ясинувата, що підтверджує сайт Яндекс.